# Philipp Gades (Architekt, 1886)
Philipp Gades (* 17. Mai 1886 in Hannover; † 26. März 1961 ebenda; vollständiger Name: Philipp August Ludwig Gades) war ein deutscher Architekt, Baubeamter und Politiker.

## Leben
Philipp Gades war ein Sohn des Maurermeisters Philipp August Heinrich Gades und dessen Ehefrau Henrika Gades geb. Meyer. Ab 1911 war er Abgeordneter des Hannoverschen Provinziallandtags, dem er bis 1919 angehörte. Ebenfalls schon 1911 war der Bürgervorsteher und Architekt Philipp Gades gemeinsam mit Senator Adolf Plathner, Stadtbaurat Carl Wolff und seinem Kollegen, Bürgervorsteher und Architekt Karl Börgemann, dem Architekten und Hochschullehrer Albrecht Haupt sowie dem Architekten Johann de Jonge einer der Preisrichter für den in Hannover für die Künstler der Provinz Hannover ausgeschriebenen Wettbewerb um Grabdenkmäler für Reihengräber in Hannover.
Gades wurde später zum Regierungsbaumeister (Titel eines Assessors im öffentlichen Bauwesen) und schließlich zum Oberbaurat ernannt.
In der Zeit des Nationalsozialismus war Philipp Gades Truppführer der SA. Am 13. Juli 1937 beantragte er die Aufnahme in die NSDAP und wurde rückwirkend zum 1. Mai desselben Jahres aufgenommen (Mitgliedsnummer 4.494.101).

## Bauten (Auswahl)
- 1951, gemeinsam mit Hans Bettex: Haus der Jugend in Hannover (fininziert aus Mitteln der McCloy-Spende)[6]
- Niedersachsenhalle[1][Anm. 1]
- Gebäude des hannoverschen Flughafens[1]
- Städtisches Verkehrsamt von Hannover[1]